# Dreiband-Europameisterschaft 1959

Logo CEB (ausrichtender Verband)

Veranstaltungsort: Hilversum

Die Dreiband-Europameisterschaft 1959 war das 17. Turnier in dieser Disziplin des Karambolagebillards und fand vom 12. bis zum 15. März 1959 in Hilversum in der Provinz Noord-Holland statt.

## Geschichte
Wieder einmal zeigte der Belgier René Vingerhoedt seine Überlegenheit im Dreibandbillard in Europa. Er gewann alle seine Partien und spielte wieder einmal als einziger einen Generaldurchschnitt (GD) von über 1. Der Deutsche August Tiedtke wurde zum sechsten Mal Vize-Europameister. Da erstmals bis 60 Points gespielt wurde, stellte er mit 1,428 (60 Points in 42 Aufnahmen) den ersten Europarekord bei dieser Partielänge auf. Diesen spielte er gegen den österreichischen Titelverteidiger Johann Scherz. Mit 0,935 verbesserte er auch seinen eigenen deutschen Rekord im Generaldurchschnitt. August Tiedtke war wieder mal der absolute Publikumsliebling aufgrund seiner spektakulären Spielweise. Sehr großes Lob von allen Teilnehmern erhielt der Ausrichter für die geschmackvolle Ausstattung der Turnierstätte, die jeden Tag bis auf den letzten Platz gefüllt war. Mit Søren Søgaard nahm erstmals ein Skandinavier an einer Europameisterschaft teil. Am 13. März wurde während einer Eurovisionssendung live von dieser Veranstaltung berichtet.

## Modus
Gespielt wurde „Jeder gegen Jeden“ bis 60 Punkte mit Nachstoß/Aufnahmegleichheit.

## Abschlusstabelle

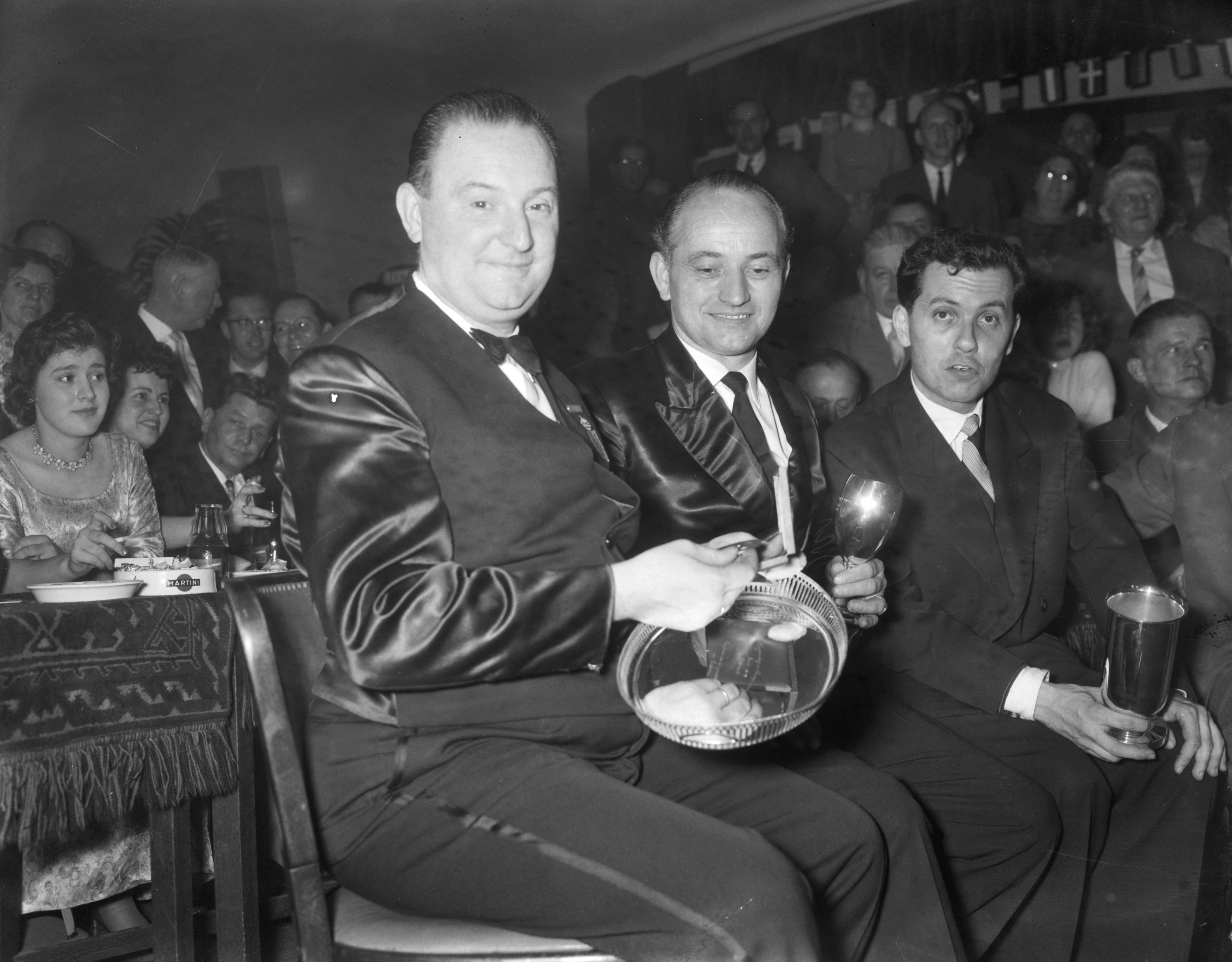
René Vingerhoedt, August Tiedtke und Bernard Siguret

| MP    | Match Points (Sieger = 2; Unentschieden = 1; Verlierer = 0) |
| Pkte. | Erzielte Karambolagen                                       |
| Aufn. | Benötigte Versuche                                          |
| GD    | Generaldurchschnitt                                         |
| BED   | Bester Einzeldurchschnitt eines Spielers                    |
| HS    | Höchstserie                                                 |
|       | Bester GD des Turniers                                      |
|       | Bester ED des Turniers                                      |
|       | Beste HS des Turniers                                       |
|       | 1. Platz (Gold)                                             |
|       | 2. Platz (Silber)                                           |
|       | 3. Platz (Bronze)                                           |

| Endklassement              | Endklassement    | Endklassement | Endklassement | Endklassement | Endklassement | Endklassement | Endklassement |
| Platz                      | Name             | MP            | Pkte.         | Aufn.         | GD            | BED           | HS            |
| -------------------------- | ---------------- | ------------- | ------------- | ------------- | ------------- | ------------- | ------------- |
| 1                          | René Vingerhoedt | 16:0          | 480           | 461           | 1,041         | 1,363         | 9             |
| 2                          | August Tiedtke   | 12:4          | 451           | 482           | 0,935         | 1,428         | 10            |
| 3                          | Bernard Siguret  | 10:6          | 442           | 517           | 0,854         | 1,200         | 9             |
| 4                          | Joaquín Domingo  | 9:7           | 443           | 517           | 0,817         | 1,000         | 11            |
| 5                          | Herman Popeijus  | 8:8           | 423           | 527           | 0,802         | 1,016         | 11            |
| 6                          | Henny de Ruijter | 8:8           | 425           | 555           | 0,765         | 0,952         | 8             |
| 7                          | Johann Scherz    | 7:9           | 427           | 525           | 0,813         | 0,937         | 6             |
| 8                          | Søren Søgaard    | 2:14          | 383           | 557           | 0,687         | 0,937         | 5             |
| 9                          | Jacques Blanc    | 0:16          | 321           | 572           | 0,561         | –             | 5             |
| Turnierdurchschnitt: 0,800 |                  |               |               |               |               |               |               |